# Референдумы в Швейцарии (2017)
Референдумы в Швейцарии проходили 12 февраля, 21 мая и 24 сентября 2017 года. В отличие от предыдущих лет в ноябре 2017 года референдумы в Швейцарии не планировались. В мае был одобрен «Энергетический акт», предполагающий отказ от ядерной энергетики в Швейцарии.

## Февральские референдумы
12 февраля прошли три референдума:
- По упрощению натурализации иммигрантов третьего поколения[4].
- По созданию фонда национальных дорог и городской инфраструктуры[5].
- По пересмотру корпоративного налогового кодекса для привлечения и сохранения международных компаний[6].

### Результаты
| Вопрос                                                 | «За»      | «За» | «Против»  | «Против» | Недейств./ пустых бюлл. | Всего голосов | Действ. бюлл. | Явка | Кантонов «За» | Кантонов «За» | Кантонов «Против» | Кантонов «Против» | Результат |
| Вопрос                                                 | Голоса    | %    | Голоса    | %        | Недейств./ пустых бюлл. | Всего голосов | Действ. бюлл. | Явка | Кантонов      | Полу кантонов | Кантонов          | Полу кантонов     | Результат |
| ------------------------------------------------------ | --------- | ---- | --------- | -------- | ----------------------- | ------------- | ------------- | ---- | ------------- | ------------- | ----------------- | ----------------- | --------- |
| Упрощение натурализации иммигрантов третьего поколения | 1 499 627 | 60,4 | 982 844   | 39,6     | 20 979                  | 2 503 450     | 5 344 186     | 46,8 | 15            | 4             | 5                 | 2                 | Одобрен   |
| Фонд дорог и городской инфраструктуры                  | 1 503 746 | 61,9 | 923 783   | 38,1     | 63 791                  | 2 491 320     | 5 344 186     | 46,6 | 20            | 6             | 0                 | 0                 | Одобрен   |
| Корпоративный налоговый кодекс                         | 989 311   | 40,9 | 1 428 162 | 59,1     | 73 312                  | 2 490 785     | 5 344 186     | 46,6 |               |               |                   |                   | Отвергнут |
| Источники: 1, 2, 3                                     |           |      |           |          |                         |               |               |      |               |               |                   |                   |           |

## Майский референдум

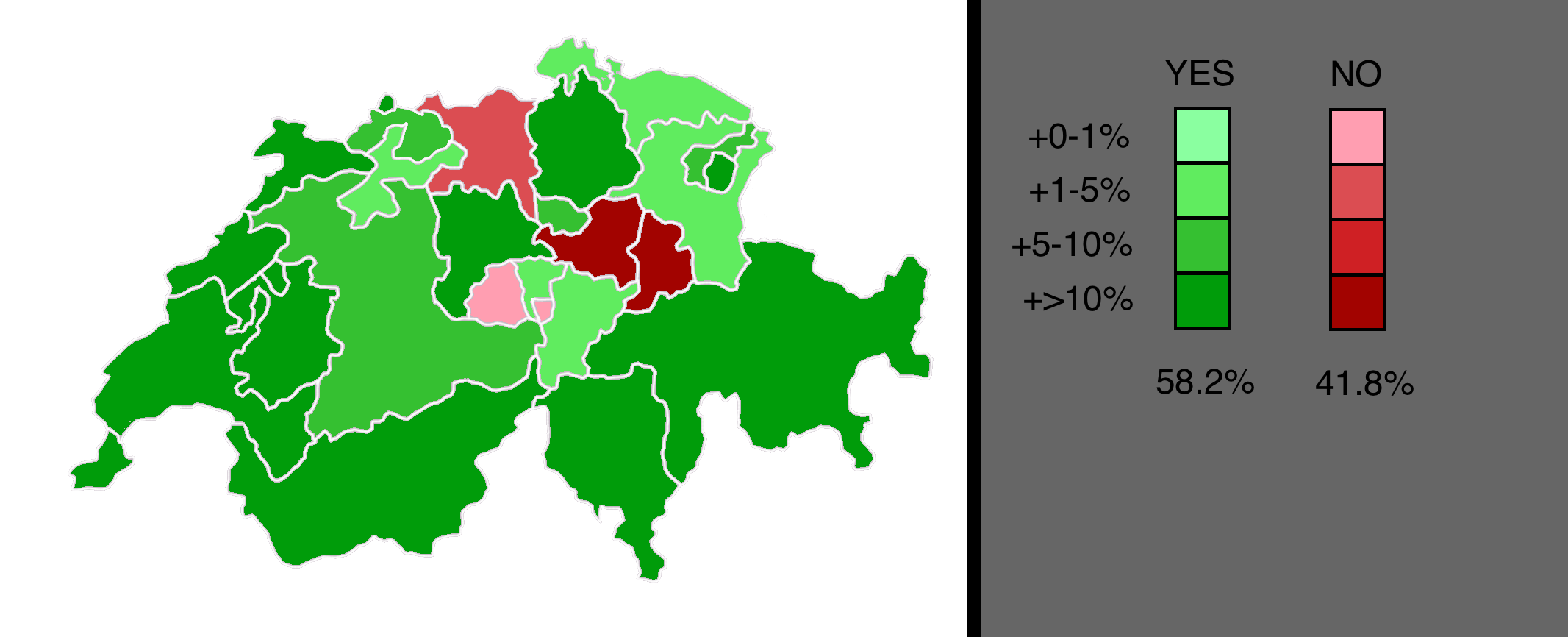
Результаты референдума по Энергетическому акту по кантонам.

21 мая проходил один референдум по одобрению нового Энергетического акта. Энергетический акт («Энергетическая стратегия-2050») предполагал отказ от ядерной энергетики в Швейцарии, повышение роли возобновляемой энергии и увеличения энергетической эффективности. Против этого предложения выступала Швейцарская народная партия. Энергетический акт был одобрен 58 % голосами избирателей.

### Результаты
| Энергетический акт                         | 1 322 263 | 58,2 | 949 053 | 41,8 | 25 980 | 2 297 296 | 5 356 538 | 42,9 | Одобрен |
| Источник: Федеральная канцелярия Швейцарии |           |      |         |      |        |           |           |      |         |

## Сентябрьские референдумы
24 сентября прошли три референдума:
- По Федеральному декрету по продуктовой безопасности[10][11].
- По Федеральному декрету по дополнительному финансированию пенсий (за счёт повышения налога на добавленную стоимость)[12].
- По Федеральному акту о Пенсионной реформе 2020[12].

Последние два вопроса, касающиеся пенсионной реформы, были взаимосвязаны. Более того, Федеральный акт о Пенсионной реформе 2020 мог быть принят только при дополнительном одобрении предложенного повышения налога на добавленную стоимость. Пенсионная реформа повышала пенсионный возраст для женщин до 65 лет. Реформы поддерживались центристскими и левоцентристскими партиями, тогда как правые партии (Свободная демократическая партия. Либералы и Швейцарская народная партия) выступали против. Оба предложения по пенсионной реформе были отвергнуты.

### Результаты
| Вопрос                               | «За»      | «За» | «Против»  | «Против» | Недейств./ пустых бюлл. | Всего голосов | Действ. бюлл. | Явка | Кантонов «За» | Кантонов «За» | Кантонов «Против» | Кантонов «Против» | Результат |
| Вопрос                               | Голоса    | %    | Голоса    | %        | Недейств./ пустых бюлл. | Всего голосов | Действ. бюлл. | Явка | Кантонов      | Полу кантонов | Кантонов          | Полу кантонов     | Результат |
| ------------------------------------ | --------- | ---- | --------- | -------- | ----------------------- | ------------- | ------------- | ---- | ------------- | ------------- | ----------------- | ----------------- | --------- |
| Продуктовая безопасность             | 1 942 931 | 78,7 | 524 875   | 21,3     |                         |               |               | 46,0 | 20            | 6             | 0                 | 0                 | Одобрен   |
| Дополнительное финансирование пенсий | 1 254 675 | 50,0 | 1 257 032 | 50.0     |                         |               | 46,8          | 9    | 1             | 11            | 5                 | Отвергнут         |           |
| Пенсионная реформа 2020              | 1 186 079 | 47,3 | 1 320 830 | 52,7     |                         |               | 46,7          |      |               |               |                   | Отвергнут         |           |
| Источники: 1, 2, 3                   |           |      |           |          |                         |               |               |      |               |               |                   |                   |           |